# Euproctis melanoxutha
Euproctis melanoxutha är en fjärilsart som beskrevs av Collenette 1947. Euproctis melanoxutha ingår i släktet Euproctis och familjen tofsspinnare. Inga underarter finns listade i Catalogue of Life.